# Valentin Oelz
Valentin Oelz (* 24. April 2005 in Linz) ist ein österreichischer Fußballtorwart.

## Karriere

### Verein
Oelz begann seine Karriere beim ASKÖ SC Kirchberg-Thening. Im Februar 2018 wechselte er zum LASK. Zur Saison 2018/19 wechselte er zum FC Juniors OÖ. Ab der Saison 2019/20 durchlief er dann sämtliche Altersstufen in der Linzer Akademie.
Zur Saison 2022/23 wechselte er zum Zweitligisten FC Liefering, dem Farmteam des FC Red Bull Salzburg. In seiner ersten Spielzeit kam er aber ausschließlich in der Salzburger Akademie zum Einsatz. Sein Debüt in der 2. Liga gab er dann im Mai 2024, als er am 26. Spieltag der Saison 2023/24 gegen den SK Sturm Graz II in der Startelf stand. Im November 2024 stand er gegen Feyenoord Rotterdam in der UEFA Champions League erstmals im Kader der ersten Mannschaft Salzburgs. Zu einem Einsatz für ebenjene kam er aber nie.
Zur Saison 2025/26 wechselte Oelz zu Bundesligist FC Blau-Weiß Linz, bei dem er einen bis 2028 laufenden Vertrag erhielt.

### Nationalmannschaft
Oelz absolvierte im Mai 2022 gegen Nordmazedonien sein einziges Spiel im österreichischen U-17-Team. Im Oktober 2022 debütierte er gegen Ungarn für die U-18-Mannschaft.